# 紅藻綱
紅藻綱是紅藻門旗下兩個綱之一，包含了大多數的紅藻。

## 延伸閱讀
- Relationships of classes: Saunders and Hommersand, 2004; Harper & Saunders, 2001